# Історія освоєння мінеральних ресурсів Лаосу
Історія освоєння мінеральних ресурсів Лаосу
Перші дані про використання мінеральної сировини в Лаосі датують початком нашої ери. В цей час почали розробляти залізні руди і використовувати залізні знаряддя. В XIII — XIV ст. при будівництві храмів і статуй широко використовували виробні камені, а художня обробка великих кам'яних брил стає ознакою національного мистецтва. В середні віки на півдні країни старателі вели видобуток золота, в долині річки Нампатен були засновані олов'яні копальні, на північному заході відкрили розсипи золота, срібла, сапфірів. З XVII ст. почався видобуток кам'яної солі в провінції Вьєнтьян.
Видобуток кам'яного вугілля вівся відкритим способом з кінця XIX ст. (родовища Бочан і Сараван). У XX ст. видобуток тут припинено.
Дорогоцінні (сапфіри, червона шпінель) і напівдорогоцінні камені добувають з 1880-85 років в невеликих масштабах на північному заході і півдні країни.
Промислова розробка олов'яних руд ведеться з 1923 р. олово залишалося протягом XX ст. основним багатством надр країни. В кінці XX ст. підприємства з видобутку олова «Фонтьєу», «Боненг» і «Нонгсин» розташовані в долині р. Патен. З 1970-х років ведеться відкритим способом видобуток солі, нині частково — методом підземного розчинення. З 1980-х років добувають гіпс (відкритим способом) у пров. Саваннакхет. Розробляється пласт потужністю 4-7 м. Продукція майже повністю йде на експорт.
На початок XXI ст. фахівці констатують наявність в надрах Лаосу значних запасів ряду корисних копалин. Розвідані поклади олов'яної руди (вміст металу до 60 %). Запаси залізняку (магнетит і гематит із вмістом металу до 60-65 %) в країні становлять 2/3 всіх ресурсів Південно-Східної Азії. Розвідані родовища мідної руди, кам'яного вугілля, свинцю, цинку, стибію, гіпсу, мангану, вапняку, поташу, кухонної солі, платини, дорогоцінних каменів (сапфірів, рубінів і інш.). Є численні алювіальні розсипи золота і срібла.
Найважливіші галузі гірничої промисловості: видобуток залізних і олов'яних руд, кам'яної солі, гіпсу. залізну руду видобувають на копальні в Xien Khouang, побудованій за допомогою В'єтнаму. У районах Сепон і пров. Сараван, Аттапи ведеться старательский видобуток золота. Перспективними на золото експерти вважають провінції Vientiane і Sayabouri, до яких проявляє інтерес компанія Rio Tinto. Почата експлуатація родовища бурого вугілля в пров. Сіангкхуанг.